# The Romance of Affliction
The Romance of Affliction (traducido como El romance de la aflicción) es el segundo álbum de estudio de la banda estadounidense de metalcore SeeYouSpaceCowboy, lanzado el 5 de noviembre de 2021 a través del sello Pure Noise. El álbum fue producido por el guitarrista de Knocked Loose Isaac Hale, con producción adicional de Matt Guglielmo.

## Estilo musical
El álbum ha sido descrito como sasscore, metalcore, post-hardcore, y emo; además de fuertes influencias de mathcore, deathcore y emo pop.

## Antecedentes
El 22 de septiembre de 2021, la banda lanzó el primer sencillo "Misinterpreting Constellations", junto con el anuncio de un nuevo álbum. El 6 de octubre se estrenó "Intersecting Storylines to the Same Tragedy", donde participó Aaron Gillespie de Underoath como invitado. El tercer y último sencillo del disco, "The End to a Brief Moment of Lasting Intimacy", fue lanzado el 20 de octubre.

## Listado de canciones
Todas las canciones escritas y compuestas por SeeYouSpaceCowboy. 
| N.º | Título                                                              | Duración |  |
| 1.  | «Life As a Soap Opera Plot, 26 Years Running» (con Keith Buckley)   | 3:23     |  |
| 2.  | «Misinterpreting Constellations»                                    | 3:51     |  |
| 3.  | «The End to a Brief Moment of Lasting Memory»                       | 3:35     |  |
| 4.  | «Sharpen What You Can» (con Shaolin G)                              | 2:06     |  |
| 5.  | «With Arms That Bind and Lips That Lock»                            | 3:51     |  |
| 6.  | «Losing Sight of the Exit...» (Instrumental)                        | 1:02     |  |
| 7.  | «...And My Faded Reflection In Your Eyes»                           | 3:08     |  |
| 8.  | «Intersecting Storylines to the Same Tragedy» (con Aaron Gillespie) | 3:08     |  |
| 9.  | «Ouroboros As an Overused Metaphor»                                 | 3:38     |  |
| 10. | «Anything to Take Me Anywhere But Here»                             | 1:53     |  |
| 11. | «The Peace In Disillusion» (Instrumental)                           | 1:34     |  |
| 12. | «Melodrama Between Two Entirely Bored Individuals»                  | 3:39     |  |
| 13. | «The Romance of Affliction» (con If I Die First)                    | 5:04     |  |

## Créditos
| SeeYouSpaceCowboy - Connie Sgarbossa – voces - Ethan Sgarbossa – voces, guitarras, coros - Taylor Allen – voces, bajo, coros - AJ Tartol – batería | Producción y personal adicional - Isaac Hale – producción - Matt Guglielmo – producción adicional, ingeniero de sonido - Will Putney – mezcla, masterización - Flesh and Bone Designs – layout, artwork - Keith Buckley – voces adicionales (track 1) - Shaolin G – voces adicionales (track 4) - Aaron Gillespie – voces adicionales (track 8) - If I Die First – voces adicionales (track 13) |